# کای رولز
کای رولز (انگلیسی: Kye Rowles؛ زادهٔ ۲۴ ژوئن ۱۹۹۸) بازیکن فوتبال اهل استرالیا است.
از باشگاه‌هایی که در آن بازی کرده‌است می‌توان به باشگاه فوتبال سنترال کوئست مارینرز اشاره کرد.
وی همچنین در تیم‌های ملی فوتبال زیر ۲۳ سال استرالیا، و استرالیا بازی کرده‌است.